# Pataunck
Pataunck, pleme američkih Indijanaca porodice Algonquian, koje jeu ranom 17. stoljeću živjelo na rijeci Pamunkey u današnjoj američkoj državi Virginia. U periodu kontakta poglavica (werowance) plemena bio je Essenataught, a imali su stotinu ratnika. Bili su članovi plemenskog saveza Powhatan.